# Felicie Hüni-Mihacsek
Felicie Hüni-Mihacsek (Pécs, 1891. április 3. – München, 1976. március 26.) magyar opera-énekesnő, a két háború közötti időszak egyik legkiválóbb Mozart-szopránja.

## Életpályája
Énekesi tanulmányait Bécsben folytatta Rose Papier növendékeként, majd 1916-ban a hamburgi operában debütált. A bécsi Staatsoperben először 1919-ben Richard Strauss Árnyék nélküli asszony c. operájában lépett színpadra, és 1925-ig ennek a társulatnak a tagja volt. 1926-tól 1945-ig a Bajor Állami Operaház magánénekese volt Münchenben.
Fellépett a Salzburgi Ünnepi Játékokon, a Frankfurti Operában, Drezdában, Zürichben, a londoni Covent Garden Operában, Prágában és a budapesti Magyar Állami Operaházban is. Közreműködött Paul Hindemith Cardillac c. operájának 1926-os, illetve Hans Pfitzner Das Herz c. operájának 1931-es ősbemutatójában.
1945-től elsősorban a tanításnak szentelte életét; legnevesebb tanítványa Christa Ludwig német mezzoszoprán. A színpadtól Richard Strauss A rózsalovag c. operájának Tábornagyné szerepében búcsúzott 1953-ban.

## Főbb szerepei
- Mozart: Don Giovanni – Donna Anna
- Mozart: Figaro házassága – Grófné
- Mozart: Così fan tutte – Fiordiligi
- Mozart: A varázsfuvola – Az éj királynője, Pamina
- Mozart: Szöktetés a szerájból – Konstanze
- Verdi: Rigoletto – Gilda
- Wagner: A nürnbergi mesterdalnokok – Eva
- Wagner: Tannhäuser – Erzsébet
- R. Strauss: Ariadne Naxos szigetén – Zerbinetta
- R. Strauss: A rózsalovag – Tábornagyné

## Külső hivatkozások
- Operissimo.com
- ifj. Johann Strauss Frühlingsstimmen c. keringőjét énekli a YouTube-on
- A windsori víg nők c. operában Fluth-né szerepét énekli a YouTube-on